# 朱耀明 (籃球運動員)
朱耀明（Chu Yiu Ming，1969年1月27日—），生於香港，已退役香港籃球運動員，現時擔任香港甲一籃球聯賽球隊南華總監及滿貫主教練。

## 籃球生涯
朱耀明生於香港，曾協助柏寧頓贏得超級工商盃冠軍，在1995年加盟威立，橫掃本地籃壇的各項冠軍，並於1997年協助威立奪得亞洲冠軍球會盃，成為史上唯一一支香港球隊奪得亞洲冠軍球會盃冠軍，曾代表香港男子籃球代表隊8年。 

## 教練生涯
朱耀明於2003年帶領南華升上甲一，翌年再次帶領以年輕球員組成的安青升上甲一，第二年以原班人馬奪得聯賽第三名，2004年開始執教英華書院至今，2010年跟隨前安青領隊黃偉鴻轉投福建，亦曾出任香港隊教練4年，於2014年助南青升班上甲一，到2015年球季朱耀明擔任南華教練，更於2017年球季以不敗姿態勇奪四冠，直到2018年球季轉任南華總監兼南青主教練並旨在培育更多年輕球員。

## 外部連結
- 朱耀明在fiba.basketball（英语）